# Comunes digitales

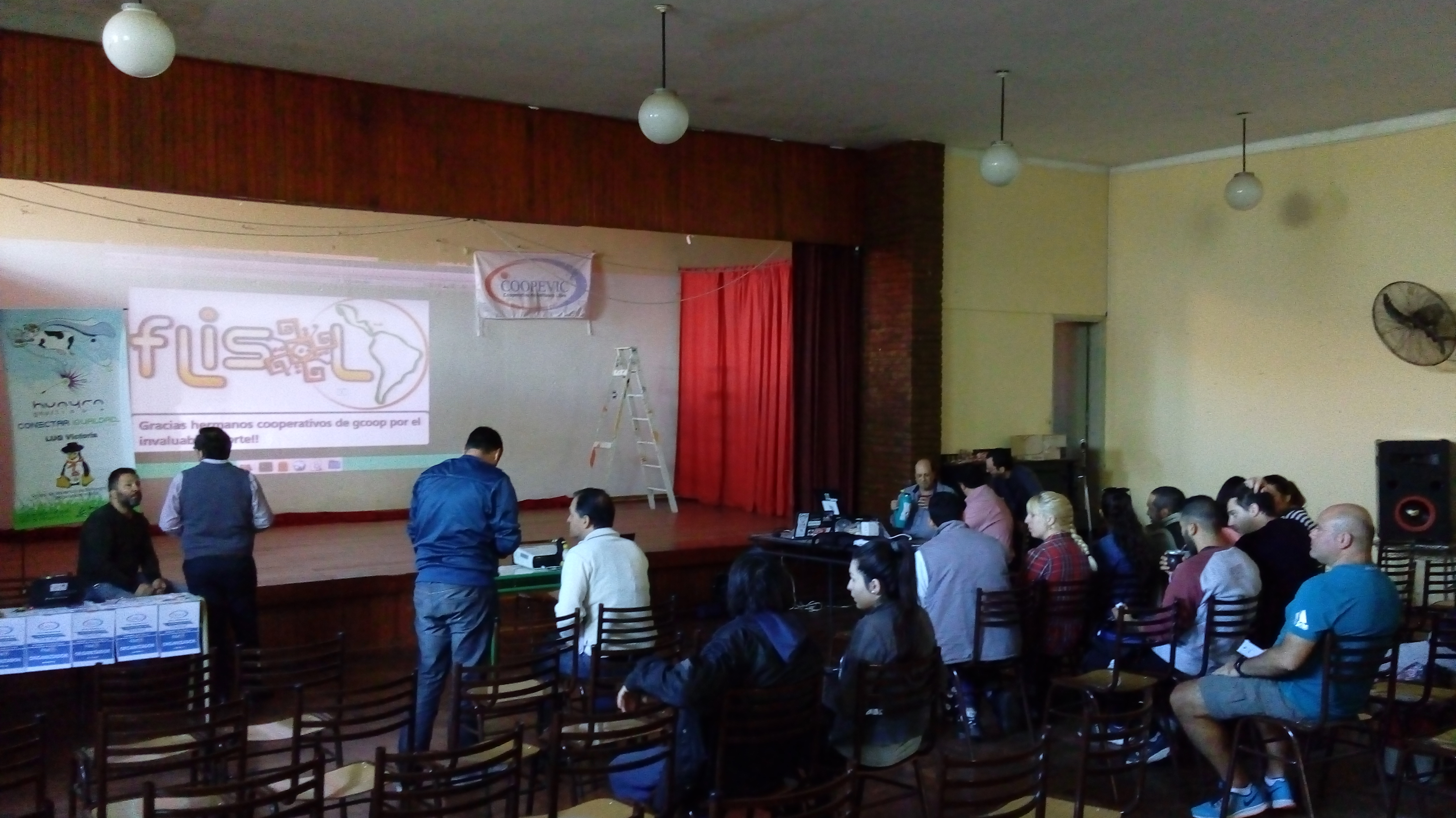
Las comunidades creadas en torno a los comunes digitales suelen encontrarse periódicamente en conferencias donde conocerse cara acara.

Los comunes digitales son el resultado de aplicar el concepto de procomún a aquellos bienes pertenecientes al ámbito de la información, las comunicaciones y las nuevas tecnologías. La característica principal de este tipo de bienes es que son creados por una comunidad, que también se implica en la toma de decisiones sobre el gobierno del bien en cuestión.  
Los recursos creados como comunes digitales están diseñados para mantener su estatus abierto y comunitario, fundamentalmente gracias al uso de diversas formas de licenciamiento, como la GPL o las licencias Creative Commons que pueden ser consideradas, en sí mismas, bienes comunes digitales. 

## Orígenes
Uno de los precursores de los comunes digitales es el movimiento del Software libre, iniciado en los años 80 del siglo XX por Richard Stallman como un intento organizado de crear comunes digitales de software tomando como inspiración la tradición de la cultura hacker de introducir mejoras al software de forma colaborativa.
Para evitar que se pudiera hacer un uso privativo del software generado por la comunidad, Stallman desarrolla la GNU General Public License, que asegura que el software licenciado bajo su cobertura legal deba de ser distribuido bajo esa misma licencia incluso si se han hecho mejoras o modificaciones sobre él. De este modo se aseguran que los bienes digitales producidos por la comunidad siguen siendo de libre uso por la propia comunidad (y por extensión para el público en general).

## Los comunes digitales en la actualidad
La popularización y democratización del uso de Internet supone un cambio radical en cuanto a las formas de compartir información (y software), que permitió el rápido crecimiento, cuantitativo y cualitativo, de comunes digitales hasta el nivel actual, en el que las personas pueden compartir sus imágenes, ideas o código de forma extremadamente sencilla gracias a los comunes digitales.

La investigadora social Mayo Fuster Morel propone definir los comunes digitales como:
«recursos de información y conocimiento de creación y propiedad compartida entre una comunidad y que tienden a ser no-excluyentes, esto es, a ser (generalmente de forma gratuita) disponibles para terceras partes. Por consiguiente están orientados a favorecer su uso y reutilización más que su intercambio como mercancía. Además, la comunidad de gente que los construye puede intervenir en la gobernanza  de sus procesos de interacción y de sus recursos compartidos.» 
Karen Fisher y Joan Durrance describen 5 características distintivas de las comunidades de creación de comunes digitales  en Internet:
- Comparten la información, lo que provoca efectos multiplicadores.
- Son colaborativas.
- Se interactúa sobre la base de las necesidades de los participantes.
- Las barreras de entrada son débiles.
- Están conectadas con comunidades mayores.

## Ejemplos de comunes digitales
Dividiremos los ejemplos en tres grandes bloques, los comunes digitales de software, los de licenciamiento y los de libre acceso a información.

### Comunes digitales de software
- El núcleo Linux es probablemente el ejemplo más conocido de software creado y mantenido por la comunidad.
- Proyecto GNU
- LibreOffice
- MediaWiki
- SETI@home

### Comunes digitales de licenciamiento
- GNU General Public License
- Creative Commons
- Licencia BSD
- Apache License

### Comunes digitales de libre acceso a la información
- Wikipedia
- Proyecto Gutenberg
- Open Directory
- OpenStreetMap